# Satamon (fille d'Ahmôsis Ier)
Ne doit pas être confondu avec Satamon.
Ahmose-Sitamón ou Satamon est une princesse de la XVIIIe dynastie de l'Égypte antique. 

## Étymologie
Le nom de la princesse signifie « Enfant de la Lune, Fille d'Amon ».

## Biographie
Satamon est la fille du pharaon Ahmôsis Ier et d'Ahmès-Néfertary. Elle est la sœur d'Amenhotep Ier. Une statue colossale d'elle se trouve devant le huitième pylône du temple de Karnak.
Ses titres sont : « épouse du dieu », « fille du roi », « sœur du roi ».

## Sépulture
Sa momie a été découverte sur le site de Deir el-Bahari (TT320) et est aujourd'hui conservée au Musée égyptien du Caire.

## Sources
- Aidan Dodson et Dyan Hilton, The complete royal families of Ancient Egypt, Thames & Hudson, 2004 (ISBN 978-0-500-05128-3), p. 129.